# Museos Reales de Arte e Historia

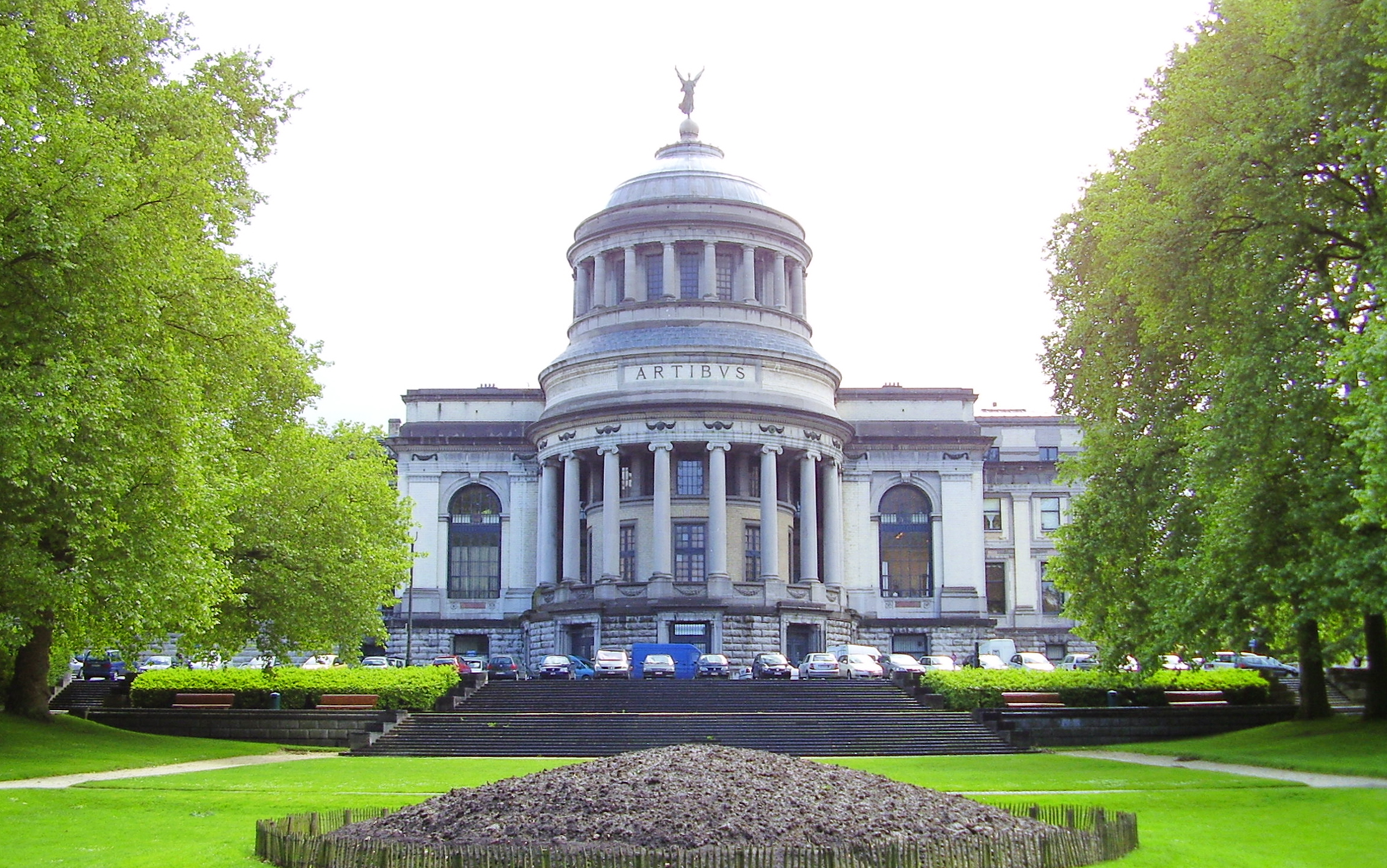
Museo de Arte e Historia en Bruselas.

Museos Reales de Arte e Historia (Koninklijke Musea voor Kunst en Geschiedenis en neerlandés -siglas KMKG-) es la denominación común que agrupa diversos museos de Bruselas entre los que se cuentan:
- el Museo del Cincuentenario
- el Pabellón Horta-Lambeaux
- la Puerta de Halle
- la Torre japonesa
- el Pabellón chino
- el Museo de Instrumentos Musicales de Bruselas

Además de tres bibliotecas:
- la Biblioteca Central de Bélgica,
- la Biblioteca de la Antigüedad
- y la Biblioteca para Estudios Chinos.